# Marcel Martí

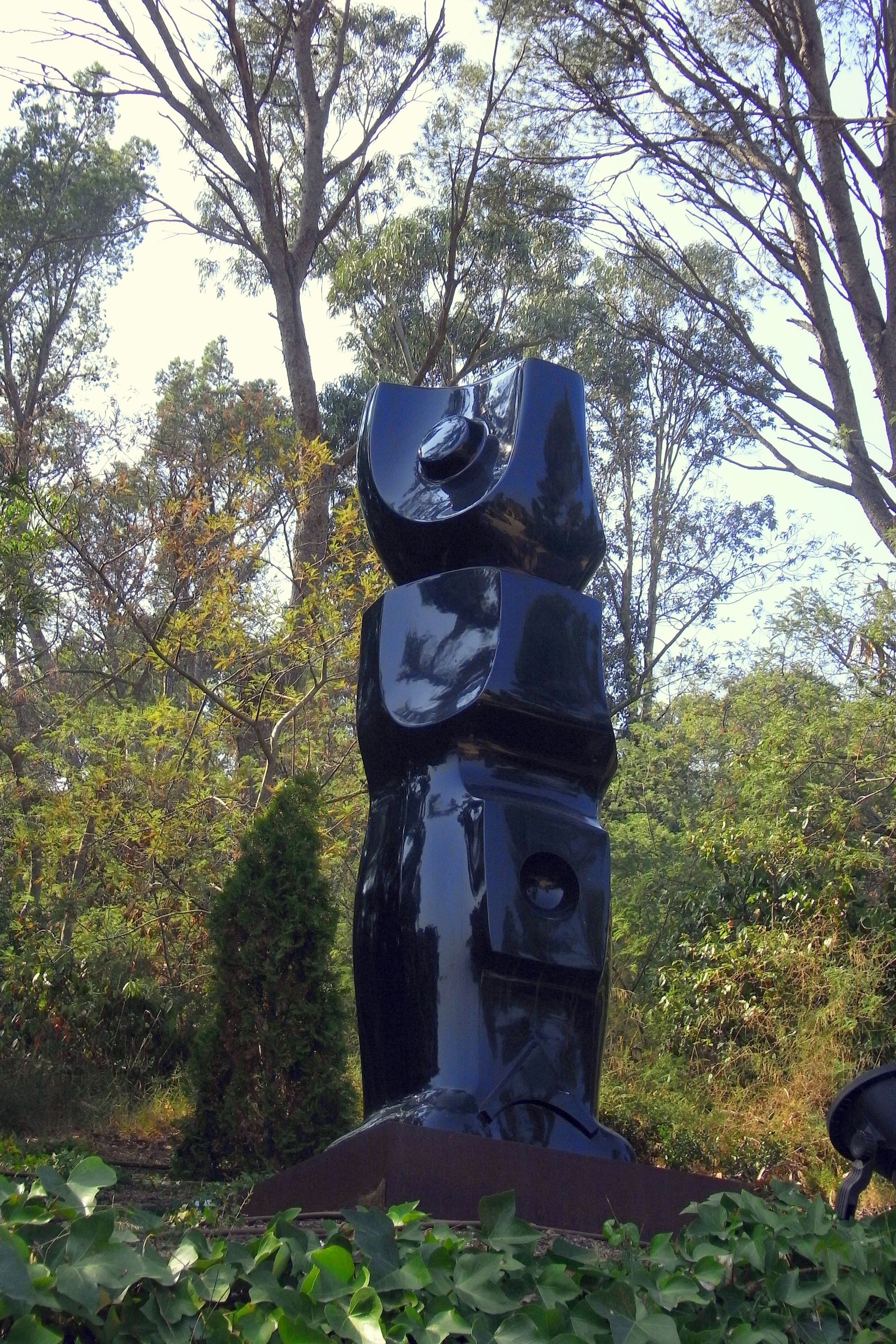
Ergo (1970/2006) in Palafrugell

Marcel Martí Badenes (Alvear, 1925 – Forallac-Peratallada, 11 augustus 2010) was een Spaanse schilder en beeldhouwer.

## Leven en werk
Martí werd in 1925 in Alvear in de Argentijnse provincie Corrientes geboren als zoon van Catalaanse ouders. Op driejarige leeftijd keerde hij met zijn ouders terug in Spanje, waar de familie zich vestigde in Barcelona. Vanaf 1942 kreeg hij privé onderricht van de schilder Per Prat i Ubach. Martí's vader richtte in 1946 een atelier in naast het familiebedrijf. Een eerste expositie kreeg hij in 1948 in de Sala Caralt in Barcelona. Zijn belangstelling ging vanaf dit jaar vooral uit naar de beeldhouwkunst en hij werd in hetzelfde jaar in de gelegenheid gesteld in Parijs te studeren aan de Académie de la Grande Chaumière bij onder anderen Ossip Zadkine en André Lhote. In 1960 ontving hij de Premio Julio González voor beeldhouwkunst.
Martí behoorde met zijn leeftijdgenoten Josep Maria Subirachs en Eduardo Chillida tot de Spaanse avantgardistische beeldhouwers. Zijn sculpturen zijn abstract-organisch vormgegeven.
Martí overleed in 2010 op vijfentachtigjarige leeftijd in Peratallada, een dorp in de gemeente Forallac (Catalaanse provincie Girona).

## Werken (selectie)
- Ergo (1970/2006), Beeldenpark Jardins de Cap Roig in Palafrugell
- Capti (1971)[2], beeldenpark Fundación Bartolomé March in Palma
- Sin título (1973), Santa Cruz de Tenerife[3]
- Proalí (1984), Museo de Escultura al Aire Libre (Madrid) in Madrid
- Osum (1989), Exposition '92 in Barcelona
- Untitled (1991), Napa Valley (Californië)[4]
- Àliga (1991), Beeldenpark Parc Art in Cassà de la Selva[5]
- Once poliedros in de wijk El Carmelo in Barcelona
- Bronzen sculptuur langs de Autopista AP-7, La Selva km 85,9
- Sculptuur, Openluchtmuseum voor beeldhouwkunst Middelheim in Antwerpen
- Dull (1998), Paseo Mallorca in Palma[6]

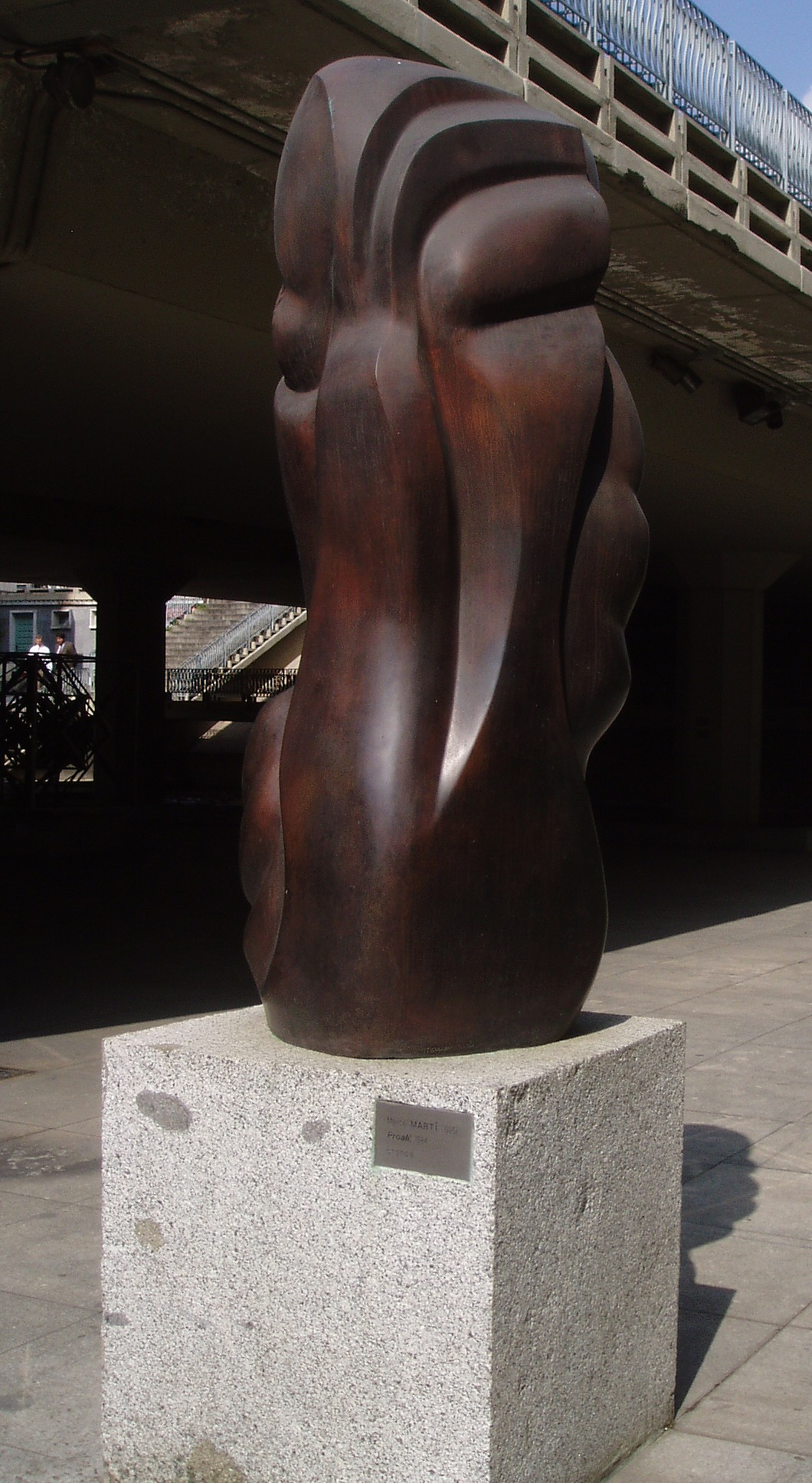
Proalí (1984), Madrid

- Biblioteca Nacional de España: XX914393
- Bibliothèque nationale de France: cb121879609 (data)
- Catàleg d'autoritats de noms i títols de Catalunya: 981058527578206706
- Gemeinsame Normdatei: 119406241
- International Standard Name Identifier: 0000 0000 7828 2125
- Library of Congress Control Number: n85265465
- RKD-Nederlands Instituut voor Kunstgeschiedenis: 310517
- SNAC: w6065bhn
- Système universitaire de documentation: 110558316
- Union List of Artist Names: 500194683
- Virtual International Authority File: 77124663
- WorldCat: E39PBJdMfBXrHrxw98DKC4q4v3